# Supercoppa Primavera 2019
La Supercoppa Primavera 2019 si è disputata il 28 ottobre 2019 al Gewiss Stadium di Bergamo.
A sfidarsi sono stati l'Atalanta e la Fiorentina, vincitrici rispettivamente del Campionato e della Coppa Italia nella stagione 2018-19. A vincere sono stati i nerazzurri, per 2-1.
La sfida è stata inedita per le due formazioni che si sono affrontate in questa manifestazione per la prima volta. Entrambe le squadre hanno disputato la seconda Supercoppa Primavera: l'Atalanta l'aveva giocata nel 2008, perdendo ai calci di rigore contro la Sampdoria, mentre la Fiorentina si era aggiudicata il trofeo nel 2011, superando 3-2 la Roma.

## Tabellino
| Arbitro: | Paterna (Teramo) |

|                         |           |                   |
| Piccoli 55’ Gyabuaa 63’ | Marcatori | 56’ (rig.) Duncan |

| Atalanta | Fiorentina |